# ヘアスプレー (ミュージカル)
『ヘアスプレー』（Hairspray）は、アメリカ合衆国のマーク・シャイマン作曲、スコット・ウィットマンおよびシャイマン作詞、マーク・オドネルおよびトーマス・ミーハン脚本によるミュージカル。1988年公開のジョン・ウォーターズ監督によるコメディ映画『ヘアスプレー』を原作としている。1960年代のダンス音楽やダウンタウン・リズム・アンド・ブルースが使用されている。1962年のメリーランド州ボルチモアで、10代のふくよかなトレイシー・ターンブラッドは地元のダンス番組『コーニー・コリンズ・ショー』に出演して踊ることを夢見ている。この『コーニー・コリンズ・ショー』は実在した『バディ・ディーン・ショー』を基にしている。トレイシーが出演することになると、素敵な出演者たちと出会い、一夜で有名人となる。その後トレイシーは差別撤廃運動を始める。この作品は1960年代のアメリカ社会における不公平に対する社会的主張を行なっている。
2002年8月15日からブロードウェイで上演され大ヒットした。2003年、トニー賞13部門にノミネートされミュージカル作品賞をはじめ8部門で受賞を果たした。2,500回を超えるロングラン公演であったが、2009年1月4日に終演となった。2007年10月には、ロンドンでウエスト・エンド公演がスタートし、ローレンス・オリヴィエ賞11部門でノミネートされ新作ミュージカル作品賞を含む4部門で受賞した。また全国ツアーや多くの海外プロダクションでも上演されている他、2007年、この作品を原作とした映画『ヘアスプレー』が公開された。

## 背景
2007年の映画のDVD特典映像に収録されたインタビューによると、1998年、劇場プロデューサーのマーゴ・リオンが1988年の映画版をテレビで見て舞台化を思い付いた。「私は家で多くの映画を観ており、そのうちの1つが『ヘアスプレー』であった」。リオンがウォーターズに連絡するとウォーターズは承諾し、その後ニュー・ライン・シネマから権利を獲得した。リオンがシャイマンに連絡すると、パートナーのウィットマンを参加させてくれるなら自分も参加すると語り、リオンは承諾した。早速シャイマンとウィットマンは3曲を提出し、うち『Good Morning Baltimore 』が最終的にオープニング曲となった。最初からリオンは良い人材を採用したと確信した。
リオンはロブ・マーシャルに演出を依頼した。当時マーシャルは映画『シカゴ』の監督を交渉中であったが、『シカゴ』の契約が始まるまでとの条件で参加することとなった。マーシャルは1999年の映画『アメリカン・ビューティー』に端役で出演していたマリサ・ジャレット・ウィノカーを思い出し、シャイマンおよびウィットマンと共に会う予定を立てた。シャイマンとウィットマンはすぐに彼女こそトレイシー役にふさわしいと感じたが、オーディションで他の者と会わずに決めて良いものか迷った。彼らはウィノカーと、のちに降板もありうるとの条件で契約した。1年後、ウィノカーは子宮頸癌と診断された。製作チームが自分の体調を知ったら降板させられると思い、ウィノカーは家族以外誰にも言わずに子宮摘出を受けた。手術は成功し、ウィノカーはプロジェクトに復帰した。一方、マーシャルは『シカゴ』の作業が始まったため、リオンは演出にジャック・オブライアン、振付にジェリー・ミッチェルを雇った。ウィノカーはトレイシー役オーディションの最初の通過者の1人となり、2年間ヴォイス・レッスンとダンス・レッスンを受けた。オリジナルの映画でトレイシーの母エドナ役はディヴァインが演じており、シャイマンはそのまま男性がこの役を演じることを好んだ。ハーヴェイ・ファイアスタインが30分間のオーディションを受けた。ファイアスタインは彼らがつまらなそうにしていると思ったが、「あなた以外にいない」と言われた。
シャイマンによると『I Know Where I've Been 』製作段階で批判が起こった:
"この曲は、1988年の映画版後半の黒人街のシーンを観て思い付いた。関係者ほぼ全員から反対意見が出るとは思わなかった。「寂し過ぎ、説教くさい、合わない、トレイシーはもっと目立つ曲を歌うべきだ」。他の商業主義な作品のように人権を語りながら黒人登場人物を脇に追いやるようなことはしたくなかった。問題の中心部で黒人に目立つ曲を歌わせるより、トレイシーに彼女らしい曲を歌わせろだなんて。幸い、ハッピー・エンディングに繋がるこの瞬間を観客は受け入れてくれ、『ヘアスプレー』製作の中でも最も誇りに思える曲となった。"

## プロダクション

### オリジナル・ブロードウェイ・プロダクション
ワシントン州シアトルにある五番街劇場での試験興行成功後、2002年8月15日、ニール・サイモン劇場でブロードウェイ公演が開幕した。ジャック・オブライアンが演出、ジェリー・ミッチェルが振付、デイヴィッド・ロックウェルが装置デザイン、ウィリアム・アイヴィ・ロングが衣裳デザイン、ケネス・ポスナーが照明デザイン、スティーヴ・C・ケネディが音響デザイン、そしてポール・ハントリーが多くの独特のカツラを担当した。オリジナル・ブロードウェイ・キャストには、主演のトレイシー役にマリッサ・ジャレット・ウィノカー、エドナ役にハーヴェイ・ファイアスタインが配役された。他にリンク役にマシュー・モリソン、アンバー役にローラ・ベル・バンディ、ペニー役にケリー・バトラー、ヴェルマ役にリンダ・ハート、モーターマウス・メイベル役にメアリー・ボンド・デイヴィス、シーウィード役にコリー ・レイノルド、マトロン役にジャッキー・ホフマン、ウィルバー役にディック・ラテッサ、コーニー・コリンズ役にクラーク・ソレルが配役された。またカミラ・マーシャル、シェイナ・スティール、ジュディン・リチャードがザ・ダイナマイツに配役された。
トニー賞において12部門でノミネートされ、ミュージカル作品賞、脚本賞、楽曲賞、演出賞を含む8部門で受賞した。ウィノカー、ファイアスタイン、ラテッサはそれぞれ男優賞、女優賞を受賞した。6年以上上演され続け、2,642回公演ののち2009年1月4日に閉幕した。ソレルは最後の10ヶ月復帰した。ファイアスタインとウィノカーは最終公演日に再度出演した。

### オリジナル・ロンドン・プロダクション
2007年10月11日、シャフテスバリー劇場にてウエスト・エンド・プロダクションのプレビュー公演が開幕し、10月30日に正式に開幕した。マイケル・ボールがエドナ役、メル・スミスがウィルバー役、新人リアン・ジョーンズがトレイシー役、トレイシー・ベネットがヴェルマ役、ポール・マニュエルがコーニー役、レイチェル・ウッディングがアンバー役、エリノア・コレットがペニー役、ベン・ジェイムズ・エリスがリンク役に配役された。ジャック・オブライアンによる演出、ジェリー・ミッチェルによる振付とブロードウェイの製作チームがロンドン・プロダクションで再結集した。ローレンス・オリヴィエ賞において史上最高の11部門にノミネートされ、新作ミュージカル作品賞の他、ジョーンズが女優賞、ボールが男優賞を受賞した。約2年半、1,000回以上上演ののち2010年3月28日に閉幕した。

### オリジナル・オーストラリア・プロダクション
2010年10月2日、メルボルンにあるプリンセス劇場でオーストラリア・プロダクションによる公演が行われ、批評的称賛を得た。デイヴィッド・アトキンスが演出、『So You Think You Can Dance Australia 』の審査員ジェイソン・コールマンが振付を担当した。2011年6月23日、シドニーに移行した。トレイシー役にジャズ・フラワーズ、エドナ役にトレヴァー・アシュリー、リンク役にジャック・チャンバーズが配役され、テヴィン・キャンベルがブロードウェイに引き続きシーウィード役を演じた。アトキンスは新技術を駆使して新たな作品を作り上げた。様々な組み合わせで舞台上を動く巨大なLEDスクリーンを使用し、アニメの背景に合わせて登場人物が演じた。2011年6月11日、シドニーにあるザ・スター・カジノにあるリリック劇場で開幕し、予定より2週間早い9月25日に閉幕した。

### 全国ツアー
2003年9月、ボルチモアから最初の全米ツアー公演が始まり2006年6月に閉幕した。カーリー・ジブソンがトレイシー役、ブルース・ヴィランチがエドナ役、テロン・ブルックスがシーウィード役、サンドラ・デニスがペニー役、スーザン・セラがヴェルマ役、ラモナ・コールがメイベル役(直後にシャーロット・クロスリーに交代)に配役された。ロサンゼルスで上演した際、ブロードウェイ・オリジナル・キャストのトレイシー役ウィノカー、リンク役マシュー・モリソンが再演した。オリジナル製作チームの演出家オブライアン、振付師ミッチェルが中心となり製作された。ロン・ホイトが音楽管理、ジム・ブコヴィッチが音楽監督を全33ヶ月務めた。
2006年7月、俳優組合に所属していないアメリカ人、アジア人俳優によるツアー公演がニュージャージー州アトランティックシティで開幕した。短編のカジノ版として6週間上演されたが、ツアー公演が始まると短編ではなくロレイン役をカットしたフル・バージョンで上演された。トレイシー役にブルックリン・パルヤー、エドナ役にジェリー・オボイル、ウィルバー役にダン・フェレティ、リンク役にコンスタンティン・ルソリ、シーウィード役にクリスチャン・ダンテ・ホワイト、ペニー役にアリッサ・マルゲリ、コーニー役にジャレット・マロン、ヴェルマ役にハッピー・マパートリン、アンバー役にパール・トーマス、メイベル役にイヴェット・クラークが配役された。東京、上海、北京でも公演が行われた。2010年4月25日、カリフォルニア州リバーサイドにあるフォックス・パフォーミング・アーツ・センターで閉幕した。
ウエスト・エンド・プロダクション閉幕後、2010年3月30日、カーディフにあるウェールズ・ミレニアム・センターからイギリスおよびアイルランドのツアー公演がプレビュー公演が開幕し、4月7日から正式に開幕した。エドナ役はマイケル・ボール、ブライアン・コンリー、マイケル・スタークのトリプル・キャスト、ウィルバー役はレス・デニス、ナイジェル・プラナー、ミッキー・ドレンツのトリプル・キャスト、トレイシー役はローリー・スカースが配役された。
2013年2月13日から、マンチェスターにあるロウリー劇場にて再びイギリス、アイルランドでツアー公演が開始した。エドナ役にマーク・ベントン、ヴェルマ役にルーシー・ベンジャミン、シーウィード役にマーカス・コリンズ、トレイシー役にフレイア・サットンが配役された。2014年11月19日から22日、MMミュージカルズはクロイドンのフェアフィールド・ホールにあるアシュクロフト劇場で公演を行なった。トレイシー役にコリン・ミラー、エドナ役にアンディ・リングフィールド、ペニー役にナタリー・ケイヴが配役された。
2015年3月、8月からマーク・ゴウシャーのプロダクションによる全英ツアー公演が始まることが発表された。
全英ツアー公演成功以降初めて、2017年晩夏にイギリスでの再演が発表された。

### 他のプロダクション
ラスベガス
2006年、ネバダ州ラスベガスにあるルクソールにてラスベガス・プロダクションの公演が行われた。トレイシー役にカトリーナ・ローズ・ディデリクセン、リンク役にオースティン・ミラーが配役され、エドナ役はファイアスタイン、ウィルバー役はラテッサが再演した。90分間の一幕物の短編となった。『The Big Dollhouse 』、『(The Legend of) Miss Baltimore Crabs 』、『Velma's Revenge 』、『Good Morning Baltimore (Reprise) 』、『Cooties 』などの曲がカットされた。
ロイヤル・カリビアン・インターナショナル
2009年12月からはロイヤル・カリビアン・インターナショナルによる新クルーズ船オアシス・オブ・ザ・シーズ上で90分の短縮バージョンを公演していた。1,350席のオーパル劇場において7夜のクルーズで3回公演が行われていた。
ハリウッド・ボウル
2011年8月5日から7日、ハリウッド・ボウルで公演が行われた。ジェリー・ミッチェルが演出および振付を担当した。オリジナル・ブロードウェイのキャストであるエドナ役ファイアスタインとトレイシー役ウィノカーが再演した。他にシーウィード役にコービン・ブルー、ウィルバー役にドリュー・キャリー、ペニー役にダイアナ・デガルモ、プルディ役にモ・ガフニー、リンク役にニック・ジョナス、メイベル役にダーレン・ラヴ、ヴェルマ役にスーザン・アントン、コーニー役にジョン・ステイモスが配役された。
アメリカ地方公演
2010年7月30日から8月21日、ユタ州リヴァートンの芸術課によりサンドラ・N・ロイド・パフォーミング・アーツ・センターにて地方公演が行なわれた。

### 海外プロダクション
2004年4月、カナダにおいてオンタリオ州トロントにあるプリンセス・オブ・ウェールズ劇場で初の海外公演が行なわれ、245回上演された。『アメリカン・アイドル』出場者ヴァネッサ・オリヴァレスがトレイシー役で主演し、エドナ役にジェイ・ブラゾーが配役された。ヴァネッサの代役ステファニー・ピツィラディスがカナダ人初のトレイシー役となった。
2007年10月、ヨハネスブルグにおいて南アフリカ共和国プロダクションが開幕し、マット・レンズとグレッグ・グラハムが演出および振付を担当した。新たな装置デザインおよび衣裳デザインがマイケル・ボタリとロナルド・ケースにより製作された。2008年7月16日、アルゼンチンでブエノスアイレス・プロダクション公演が開幕した。エドナ役にエンリケ・ピンティが配役された。トレイシー役はオーディション番組で決められた。
2008年11月14日、マニラにおいてフィリピン・プロダクションが開幕した。メイデル・チンがトレイシー役、マイケル・デ・マサがエドナ役に配役された。2008年12月7日に閉幕した。2009年7月10日、リオデジャネイロにおいてブラジル・プロダクションが開幕した。シモン・ガティレツがトレイシー役、エドソン・セルラリがエドナ役に配役された。2010年、ブラジル・ツアー公演が行なわれ、サンパウロ、ブラジリア、クリチバ、ポルト・アレグレで上演された。
2009年度、オランダ・プロダクションが上演された。エドナ役にArjan Ederveen 、リンク役にオランダ版『アメリカン・アイドル』第1シーズン準優勝者Jim Bakkum が配役された。2009年12月6日、ケルンにてドイツ・プロダクションが開幕した。エドナ役はUwe Ochsenknecht とコメディアンのTetje Mierendorf のダブル・キャストとなった。トレイシー役は元ケリー・ファミリーのMaite Kelly 、ペニー役はJana Stelley が配役された。初のドイツ語公演であったが、スイスで開幕した。2010年7月、ドバイで製作され、トレイシー役にオリジナル・ウエスト・エンド・キャストのリアン・ジョーンズ、エドナ役にアントニー・スチュアート・ヒックスが配役された。
他にカナダ、フィンランド、日本、韓国、イタリア、ザンクト・ガレン、ブラジルでも上演された。2008年7月、中国の上海にある上海大劇院、9月、スウェーデンのストックホルムでも上演された。フランス、イスラエル、デンマーク、アイスランド、ノルウェー、メキシコでも上演が計画されている。『ヘアスプレー』はドイツ語、フィンランド語、スペイン語、日本語、韓国語、イタリア語、ポルトガル語、フランス語、ヘブライ語に翻訳されている。
香港文化センターでFace Productionによる公演が上演され、HK Heckler Awardミュージカル作品賞および装置デザイン賞を受賞した。

#### 来日公演
日本公演が2007年7月18日から8月5日までオーチャードホール（東京）で、8月8日から12日までフェスティバルホール（大阪） で、また2009年6月には東京厚生年金会館（東京）で再来日公演が行われた。

### 学生演劇
2008年8月、イギリスのテレビ局Sky 1は『Hairspray: The School Musical 』の放送を開始した。ブロードウェイ製作チーム、ウエスト・エンド出演者が参加し、北ロンドンの総合学校の『ヘアスプレー』のオーディションから上演までを追っている。
2008年夏、ニューヨーク州ハンコックにあるフレンチ・ウッズにてマサチューセッツ工科大学による初のアマチュア公演が行なわれた。

### NBCライヴ
2016年12月7日、NBCにてライヴ・ミュージカルが放送される。新人マディ・ベイリオがトレイシー役に選ばれた。ジェニファー・ハドソンがメイベル役、ハーヴェイ・ファイアスタインがエドナ役、マーティン・ショートがウィルバー役、デレク・ハフがコーニー役、クリスティン・チェノウェスがヴェルマ役、アリアナ・グランデがペニー役、ダヴ・キャメロンがアンバー役、ギャレット・クレイトンがリンク役、ショーン・ヘイズがピンキー役、ロージー・オドネルがジムの先生役を演じる。

### 日本版
2016年に日本芸術専門学校にて翻訳・高橋亜子と演出・山田和也で短縮版『hairspray JR.』が上演された。後に同じ翻訳と演出を起用した商業版が上演された。
主演・渡辺直美、演出・山田和也にて2020年6月14～28日＠東京・東京建物Brillia HALL、7月5～13日＠大阪・梅田芸術劇場メインホールでの公演を予定していたが、新型コロナの自粛影響で、公演中止となった。
2022年9月17日～10月2日＠東京・東京建物Brillia HALL、10月7日～18日＠福岡・博多座、10月23日～11月8日＠大阪・梅田芸術劇場メインホール、11月12日～20日＠愛知県 御園座にて、主演・渡辺直美、演出・山田和也で復活公演を行う予定であることが発表された。

## あらすじ

### 第1幕
1962年6月、メリーランド州ボルチモア。明るくふくよかな10代のトレイシー・ターンブラッドはベッドに横になり、地元愛、ダンス愛、そして有名になりたい欲求を心に思い描く(“Good Morning Baltimore”)。学校に行くと、髪型の高さを注意される。放課後、トレイシーは親友のペニーと急いで帰宅し、地元の若者向けダンス番組『コーニー・コリンズ・ショー』を観る(“The Nicest Kids in Town”)。トレイシーのシャイで大柄な母エドナはアイロンをかけながらテレビの音の大きさについて、ペニーの母プラディはテレビの黒人音楽について文句を言う。出演者のブレンダが妊娠降板のため、オーディションの告知がある。トレイシーは母親に出場許可を願う。エドナはトレイシーが体形で笑われるのではないかと危惧し却下する。親友ペニー、番組メイン・ダンサーのアンバーもそれぞれ母親と喧嘩する("Mama, I’m a Big Girl Now")。
トレイシーが父親から許可および応援を得てオーディションに行くと、夢にまで見た憧れのリンク・ラーキンと出会う("I Can Hear the Bells")。差別的なプロデューサーのヴェルマはトレイシーの体形だけでオーディションを拒否し("(The Legend of) Miss Baltimore Crabs")、さらに黒人少女アイネスも拒否する。
学校に行くとトレイシーはその巨大な髪型が校則違反であるとして居残りさせられる。そこでトレイシーは、『コーニー・コリンズ・ショー』のブラック・デーの司会者メイベルの息子である黒人ダンサーのシーウィードと出会い、いくつかのステップを教えてもらう。翌日、2年生特集でコーニーに新しいステップで自己紹介する("The Madison")。コーニーはトレイシーのダンスの素晴らしさからレギュラーに選ぶ("The Nicest Kids in Town" (Reprise))。番組放送中、コーニーの提案によりリンクがトレイシーに『It Takes Two 』を歌い、アンバーを落胆させる。放送終了後、心配性のスポンサーであるスプリッツァーがトレイシーの出演についてヴェルマに尋ねる。ヴェルマはコーニーに降板させると脅すが、最終的にトレイシーをレギュラーに残す("Velma’s Revenge")。
家でエドナは番組でトレイシーを観たというファンからの電話を受ける。ビッグ・サイズの洋服店店長ピンキーからで、モデルにならないかという電話であった。トレイシーは、長年外に出たことがなかったエドナについてきてもらい、マネージャー役になってもらう。店でエドナは美しく変身させてもらい("Welcome to The '60s")、トレイシーは店の広告塔となる。学校の壁にトレイシーが描かれ、番組共演者はトレイシーの髪型を真似る。ドッジボールの最中、嫉妬したアンバーがトレイシーを気絶させると、リンクが駆け寄る。互いに思いを募らせているペニーとシーウィードは一緒に保健の先生を連れてくるが、具合が悪いとしかわからない。シーウィードは何か楽しいことをすればトレイシーの具合がよくなるだろうと、母親が経営するレコード店のパーティに招待する("Run and Tell That!")。
レコード店でトレイシーは、ブラック・デーしか出演できない黒人たちが、翌日の母娘デーに出演できないことを局に抗議しようと皆を集める。メイベルは躊躇するエドナとウィルバーも参加するよう説得する。メイベルがリードする抗議の最中、ヴェルマは警察を呼び、大騒動となる。警官たちが到着し、抗議参加者のほとんどの人たちが捕まえられる("Big, Blonde, and Beautiful")。

### 第2幕
抗議に参加した女性たちは女性刑務所に入れられる("The Big Dollhouse")。ヴェルマは州知事を丸め込み、自分とアンバーを釈放させる。ウィルバーは皆を保釈させるが、ヴェルマの差し金でトレイシーだけ出られない。トレイシーは孤独を感じ、リンクが自分のことを想ってくれることを願う("Good Morning Baltimore" (Reprise))。ウィルバー所有の雑貨店で、ウィルバーとエドナは皆になけなしの中から巨額の保釈金を支払った上に、トレイシーもおらず寂しさを感じる。エドナは娘の、クイーン・サイズの洋服のブランドを持つという夢に同調する。エドナとウィルバーは自分たちの思い出を思い返し、お互いがなくてはならない存在であることを実感する(“(You’re) Timeless to Me”)。
夜、リンクは刑務所に忍び込み、独房にいるトレイシーを発見する。トレイシーとリンクが再会している頃、ペニーは母プラディから「許可なく刑務所に行った」として罰を受け、寝室に縛り付けられるが、シーウィードが助けに来る。どちらのカップルも互いの愛を確かめ合う("Without Love")。それぞれ抜け出し、メイベルのレコード店に逃げ込む。トレイシーは自分が辛い目に会おうとも『コーニー・コリンズ・ショー』がまだ差別的であることは不公平だと思う。番組の差別をなくすためにどうしたらいいか策を練り、メイベルは差別に対するこれまでの長い闘いを思い返す("I Know Where I’ve Been")。
『コーニー・コリンズ・ショー』でミス・ティーンエイジ・ヘアスプレーのコンテストが行われる("(It’s) Hairspray")。アンバーは視聴者からの票を得るため目立とうとする("Cooties")。あとは結果を待つだけとなった時、トレイシーはペチコートもない赤紫色のドレスで登場しアンバーを驚かし、リンク、大人っぽく変身したペニー、シーウィード、エドナ、ウィルバー、アイネス、そしてメイベルの輪に加わる。トレイシーがコンテストで優勝する。アンバーとヴェルマは何かの間違いとしてこの結果に抗議する。ティアラを渡そうとしないアンバーからアイネスが奪おうとするが、トレイシーがそれをやめさせ、トレイシーにとって重要なのはミスコン優勝ではなくリンク、そして自分の未来であると語る。『コーニー・コリンズ・ショー』は今、そしてこれからずっと人種の壁を撤廃すると宣言し、大喝采を得る。スプリッツァーがステージに駆け込み、視聴者の反応がとても良いと語り、州知事はトレイシーを放免して大学の奨学金を与え、リンクはプロの歌手として契約する。ヴェルマは有色人種の女性用化粧品ウルトラ・グロウの副社長の地位が与えられ、落胆する。プラディが局に到着し、ペニーがシーウィードのそばで幸せそうにしているのを見てそんな娘のことを受け入れる。一同はアンバーとヴェルマを仲間に引き入れる。喜びで満ち溢れる中、トレイシーとリンクはキスをする("You Can’t Stop the Beat")。

## 登場人物
| 登場人物                   | 役柄 | オリジナル・ブロードウェイ         | 主要なブロードウェイ代役 | オリジナル・ウエスト・エンド | 主要なウエスト・エンド代役                                                            | オリジナル・オーストラリア        | 2016年ライヴ・テレビ版       | 2022年日本版              |
| -------------------------- | --- | ---------------------------------- | --- | ---------------------------- | ------------------------------------------------------------------------------------- | --------------------------------- | ---------------------------- | ------------------------- |
| トレイシー・ターンブラッド | 主役。有名になりたい明るくふくよかな10代で番組での差別撤廃に奮闘。                                                           | マリッサ・ジャレット・ウィノカー   | キャシー・ブリア カーリー・ジブソン シャノン・デュリグ マリッサ・ペリー ジェイミー・フィッシャー                                     | リアン・ジョーンズ           | クロエ・ハート                                                                        | ジャズ・フラワーズ カービー・ラン | マディ・ベイリオ             | 渡辺直美                  |
| エドナ・ターンブラッド     | 自宅でクリーニング店を営むトレイシーの優しく巨体の母。男性が演じる。                                                         | ハーヴェイ・ファイアスタイン       | マイケル・マッキーン ブルース・ヴィランチ ジョン・ピネット ブレイク・ハモンド ポール・ヴォット ジョージ・ウェント                    | マイケル・ボール             | ブライアン・コンリー フィル・ジュピタス                                               | トレヴァー・アシュリー            | ハーヴェイ・ファイアスタイン | 山口祐一郎                |
| ヴェルマ・ヴォン・タッスル | 悪役。アンバーの狡猾な母で番組プロデューサー。自分が達成できなかったスターダムを娘に託す。                                   | リンダ・ハート                     | リア・ホッキング リズ・ラーセン バーバラ・ウォルシュ イザベル・キーティング ミシェル・ポーク メアリー・バードソング カレン・メイソン | トレイシー・ベネット         | リズ・ロバートソン ベリンダ・カーライル ショバン・マッカーシー ルーシー・ベンジャミン | マーニー・マックイーン            | クリスティン・チェノウェス   | 瀬奈じゅん                |
| ペニー・ピングルトン       | トレイシーのやや抜けた元気な親友。                                                                                           | ケリー・バトラー                   | ジェニファー・ギャンベイツ ダイアナ・デガルモ ケイシー・リーヴァイ アレクサ・ヴェガ                                                  | エリノア・コレット           | ヴェリティ・ラッシュワース                                                            | エスター・ハナフォード            | アリアナ・グランデ           | 清水くるみ                |
| モーターマウス・メイベル   | 粋で意志が強くフレンドリーなレコード店店長。番組のブラック・デーの司会者。自身を「ビッグでブロンドでビューティフル」と語る。 | メアリー・ボンド・デイヴィス       | ダーレン・ラヴ ジェニファー・ルイス シャーロット・クロスリー                                                                         | ジョニー・フィオリ           | サンドラ・マーヴィン シャロン・D・クラーク                                            | クレ・モーガン                    | ジェニファー・ハドソン       | エリアンナ                |
| アンバー・ヴォン・タッスル | 才能はないが、生意気で自分勝手な番組の中心出演者。ミス・ティーンエイジ・ヘアスプレーでどうしても勝ちたい。                   | ローラ・ベル・バンディ             | ベッキー・ガルスヴィグ ヘイリー・ダフ タラ・マクリ アシュリー・スペンサー オーブリー・オデイ                                         | レイチェル・ウッディング     | ゾイ・レイニー ニコラ・ブラジル                                                       | レニー・アームストロング          | ダヴ・キャメロン             | 田村芽実                  |
| リンク・ラーキン           | 10代の美男子、番組中心メンバーの1人。トレイシーと恋に落ちる。                                                                | マシュー・モリソン                 | リチャード・H・ブレイク アンドリュー・ラネルズ アシュリー・パーカー・エンジェル アーロン・トヴェイト                                 | ベン・ジェイムズ・エリス     | リアム・タムネ                                                                        | ジャック・チャンバーズ            | ギャレット・クレイトン       | 三浦宏規                  |
| シーウィード・J・スタブス  | クールで優しいブラック・デーのダンサー。メイベルの息子。ペニーと恋に落ちる。                                                 | コーリー・レイノルズ               | チェスター・グレゴリー2世 テヴィン・キャンベル                                                                                       | エイドリアン・ハンセル       |                                                                                       | テヴィン・キャンベル              | エフレイム・サイクス         | 平間壮一                  |
| ウィルバー・ターンブラッド | トレイシーの風変わりだが娘を愛し勇気づける父親。バラエティ・ショップを経営。妻をとても愛している。                           | ディック・ラテッサ                 | ジェア・バーンズ ジェリー・メザーズ ジム・J・バロック スティーブン・デロサ                                                           | メル・スミス                 | アイアン・タルボット ナイジェル・プラナー ミッキー・ドレンツ                          | グラント・パイロ                  | マーティン・ショート         | 石川禅                    |
| コーニー・コリンズ         | 変わった番組司会者。 | クラーク・ソレル                   | ランス・バス ジョナサン・ドクチツ | ポール・マニュエル           | ギャヴィン・アレックス                                                                | スコット・アーウィン              | デレク・ハフ                 | 上口耕平                  |
| リトル・アイネス           | シーウィードの妹。番組オーディションを受けようとするが、肌の色を理由に断られる。                                             | ダニエル・ユージェニア・ウィルソン | ナトゥーリ・ノートン | ナタリー・ベスト             | レイケル・ジョーンズ                                                                  | ナンシー・デニス                  | シャハディ・ライト・ジョセフ | 荒川玲和                  |
| スプリッツァー             | ヘアスプレーを販売している、コーニーの番組スポンサー。                                                                       |                                    | |                              |                                                                                       |                                   |                              | 川口竜也                  |
| ダイナマイツ               | ブラックディでソウルフルに歌う黒人女性三人組。                                                                               |                                    | |                              |                                                                                       |                                   |                              | 青野紗穂 MARIA-E 原田真絢 |
| Mr.ピンキー                | ビッグ・サイズの洋服店店長。トレーシーを店の広告塔に採用する。                                                               |                                    | |                              |                                                                                       |                                   |                              | 川本アレクサンダー        |
| プルーディー・ピングルトン | ペニーの母。厳しい教育ママ。                                                                                                 |                                    | |                              |                                                                                       |                                   |                              | 可知寛子                  |

## 使用楽曲
| 第1幕 "Good Morning Baltimore" – トレイシー、アンサンブル "The Nicest Kids in Town" – コーニー、カウンシル・メンバーズ "Mama, I’m a Big Girl Now" – エドナ, トレイシー, プラディ, ペニー, ヴェルマ, アンバー, 女性アンサンブル "I Can Hear the Bells" – トレイシー、カウンシル・メンバーズ "(The Legend of) Miss Baltimore Crabs" – ヴェルマ、カウンシル・メンバーズ、トレイシー, ペニー, リトル・アイネス "The Madison"† – カウンシル・メンバーズ "The Nicest Kids in Town (Reprise)"† – コーニー, カウンシル・メンバーズ "It Takes Two" – リンク, トレイシー, カウンシル・ガイズ "Velma’s Revenge"† – ヴェルマ "Welcome to the 60's" – トレイシー, エドナ, ダイナマイツ, ミスター・ピンキー、アンサンブル "Run and Tell That" – シーウィード, リトル・アイネス, 居残り組 "Big, Blonde and Beautiful" – モーターマウス, リトル・アイネス, トレイシー, エドナ, ウィルバー、カンパニー | 第2幕 "The Big Dollhouse" – Matron, エドナ, ヴェルマ, トレイシー, アンバー, ペニー, モーターマウス, リトル・アイネス, 女性アンサンブル "Good Morning Baltimore (Reprise)" – トレイシー "You’re Timeless to Me" – エドナ、ウィルバー "You're Timeless to Me (Reprise)"† - エドナ、ウィルバー "Without Love" – トレイシー, リンク, ペニー, シーウィード、アンサンブル "I Know Where I've Been" – モーターマウス、アンサンブル "(It’s) Hairspray" – コーニー and カウンシル・メンバーズ "Cooties" – アンバー and カウンシル・メンバーズ "You Can't Stop the Beat" – トレイシー, リンク, ペニー, シーウィード, エドナ, ウィルバー, モーターマウス, ヴェルマ, アンバー、アンサンブル †キャスト・レコーディングには収録されていない |

### 改訂および追加
ブロードウェイ公演前、シアトル公演時にいくつかの改訂が行われ、カットや入れ替えがなされた。これには交通安全の曲『Blood on the Pavement』、次の『The Nicest Kids in Town』はキャスト・アルバムにも含まれ、次の『You Can't Stop the Beat』などがある。初期の改訂において、『The Status Quo』、『Velma’s Cha-Cha』(この短いリプライズは『Rage』に置き換えられ、さらに『Velma’s Revenge』に置き換えられた)などの曲はオーディションのシーンで使用されたが、『I Can Hear the Bells』の後にトレイシーが暴言を吐かれるのが観客に不評だったため『(The Legend of) Miss Baltimore Crabs』を加えた。オーディションの後、店でウィルバーはトレイシーを励まそうとし、『It Doesn't Get Better than This』を歌う。その後似たような『Positivity』に置き換えられたが、感情的になりすぎるとしてシアトル試験興行開始直後にシーンごとカットされた。
トレイシーの番組出演が決定した後、『The New Girl in Town』が歌われるが、最初はカウンシル女子により歌われ、次に黒人女子に歌われる。シアトル試験興行では早い段階でカットされたが、2007年の映画版で復帰し、楽譜にも収録された。『The Mother-Daughter Cha-Cha-Cha』もカットされ、『Big, Blonde, and Beautiful』に置き換えられた。のちに脚本家たちは抗議集会と母娘デーを曲にして1つのシーンにまとめた「Step On Up」と題された曲も、「I Know Where I’ve Been」という意味で使われました。製作初期段階で、1988年の映画版のミス・オート・ショー・コンテストのシーンは車を舞台にのせるのに費用がかかるためミス・ティーンエイジ・ヘアスプレーに置き換えられた。ここで使用されていたコーニーの曲『Take a Spin』は『(It’s) Hairspray』に置き換えられた。アンバーの『Cooties』の後、トレイシーはフィナーレの前に『It Ain’t Over ’Til the Fat Lady Sings』を歌っており、3回目の読み合わせの後にカットされたが、2007年の映画版サウンドトラックのスペシャル・エディションに収録された。

## 楽器編成
15人構成
- キーボード3台(第1キーボードは指揮者)
- ベース・ギター
- ギター2台(アコースティック、エレクトリック持ち替え)
- ドラム
- パーカッション
- トランペット(フリューゲルホルンと持ち替え。ブロードウェイではピッコロ・トランペットとも持ち替え)
- トロンボーン
- 木管楽器2台(第1奏者はテナーおよびアルト・サクソフォン、フルート、クラリネット。第2奏者はテナー、アルト、バリトン・サクソフォン、フルート、クラリネット。)
- ヴァイオリン 2台
- チェロ

オリジナル・ブロードウェイ・プロダクションを上演していたニール・サイモン劇場では最低限のミュージシャンしか演奏できなかったため、役者の一部が演奏している振りをしていた。

## 評判

### 批評
『バラエティ』誌によると、高評価が13件と賛否両論が4件あった。『バラエティ』誌レビュー記者チャールズ・アイシャーウッドは「スウィートで、とても心温かい砂糖菓子のようなこの作品はすぐに観客を満足させる。期待以上の作品である」と記した。『ニューヨーク・タイムズ』紙のベン・ブラントリーは「押しつけがましい教訓物語というだけではない。ありがちな物語にシャイマンとウィットマンによる緻密でとても美しい音楽、オブライアンによる演出で『ヘアスプレー』はとてもスウィートな作品に仕上がっている。古くささを出さずに数十年前を舞台にミュージカル・コメディを再現している。シャイマンはポップ、リズム・アンド・ブルースから覚えやすいサビやリズムを使用し、ブロードウェイらしいビッグで軽快なサウンドに仕上がっている。緻密なアレンジ、モータウン、エルヴィス・プレスリー、レスリー・ゴアのバラードや『Higher and Higher 』などのようなスタンダードを洗練させている。オリジナルの音楽がとてもバランスが取れている」と記した。ニューヨークの『デイリー・ニューズ』は「トレイシーのマリッサ・ジャレット・ウィノカーはとても存在感がある。ダンスはそれほど上手ではないかもしれないが、観客の心を掴む。またファイアスタインはブロードウェイのディーヴァとしての地位を確立した」と記した。

### 興行収入
開幕当初1,200万ドルをあげ、2003年6月にトニー賞が行われた直後の月曜日は通常の5倍が見込まれた。開幕から約9か月後の2003年5月、総製作費1,050万ドルはまかなえた。2002年から2003年、平均客席占有率は99%となった。

## 映像化
2007年7月、映画版が公開された。アダム・シャンクマンが監督および振付し、ジョン・トラボルタがエドナ・ターンブラッド役、ミシェル・ファイファーがヴェルマ・ヴォン・タッスル役、ジェームズ・マースデンがコーニー・コリンズ役、ニッキー・ブロンスキーがトレイシー・ターンブラッド役に配役された。ヒュー・ジャックマンとジョーイ・マッキンタイアがコーニー役候補だったが、ジャックマンの『X-メン』での共演者マースデンに配役された。ブロンスキーはこれで映画デビューを果たしたほか、トラボルタは主人公トレイシーの母親役として巨体の女性の特殊メイクを披露し話題となった。
2016年12月7日、NBCは『ヘアスプレー ライブ!』を放送した。

## 受賞歴

### オリジナル・ブロードウェイ・プロダクション
脚注: PlaybillVault; Internet Broadway Database; Playbill; Playbill
| 年   | 賞                       | 部門                   | ノミネート者                              | 結果       |
| ---- | ------------------------ | ---------------------- | ----------------------------------------- | ---------- |
| 2003 | トニー賞                 | ミュージカル作品賞     | ミュージカル作品賞                        | 受賞       |
| 2003 | トニー賞                 | オリジナル楽曲賞       | マーク・シャイマン スコット・ウィットマン | 受賞       |
| 2003 | トニー賞                 | ミュージカル演出賞     | ジャック・オブライアン                    | 受賞       |
| 2003 | トニー賞                 | ミュージカル脚本賞     | マーク・オドネル トーマス・ミーハン       | 受賞       |
| 2003 | トニー賞                 | ミュージカル主演男優賞 | ハーヴェイ・ファイアスタイン              | 受賞       |
| 2003 | トニー賞                 | ミュージカル主演女優賞 | マリッサ・ジャレット・ウィノカー          | 受賞       |
| 2003 | トニー賞                 | ミュージカル助演男優賞 | ディック・ラテッサ                        | 受賞       |
| 2003 | トニー賞                 | ミュージカル助演男優賞 | コリー・レイノルズ                        | ノミネート |
| 2003 | トニー賞                 | 振付賞                 | ジェリー・ミッチェル                      | ノミネート |
| 2003 | トニー賞                 | 編曲賞                 | ハロルド・ウィーラー                      | ノミネート |
| 2003 | トニー賞                 | 装置デザイン賞         | デイヴィッド・ロックウェル                | ノミネート |
| 2003 | トニー賞                 | 衣裳デザイン賞         | ウィリアム・アイヴィ・ロング              | 受賞       |
| 2003 | トニー賞                 | 照明デザイン賞         | ケネス・ポスナー                          | ノミネート |
| 2003 | ドラマ・デスク・アワード | ミュージカル作品賞     | ミュージカル作品賞                        | 受賞       |
| 2003 | ドラマ・デスク・アワード | ミュージカル脚本賞     | マーク・オドネル トーマス・ミーハン       | 受賞       |
| 2003 | ドラマ・デスク・アワード | 編曲賞                 | ハロルド・ウィーラー                      | ノミネート |
| 2003 | ドラマ・デスク・アワード | ミュージカル男優賞     | ハーヴェイ・ファイアスタイン              | 受賞       |
| 2003 | ドラマ・デスク・アワード | ミュージカル女優賞     | マリッサ・ジャレット・ウィノカー          | 受賞       |
| 2003 | ドラマ・デスク・アワード | ミュージカル助演男優賞 | ディック・ラテッサ                        | 受賞       |
| 2003 | ドラマ・デスク・アワード | ミュージカル助演男優賞 | コリー・レイノルズ                        | ノミネート |
| 2003 | ドラマ・デスク・アワード | ミュージカル助演女優賞 | ケリー・バトラー                          | ノミネート |
| 2003 | ドラマ・デスク・アワード | 作詞賞                 | スコット・ウィットマン マーク・シャイマン | 受賞       |
| 2003 | ドラマ・デスク・アワード | 楽曲賞                 | マーク・シャイマン                        | 受賞       |
| 2003 | ドラマ・デスク・アワード | 演出賞                 | ジャック・オブライアン                    | 受賞       |
| 2003 | ドラマ・デスク・アワード | 振付賞                 | ジェリー・ミッチェル                      | ノミネート |
| 2003 | ドラマ・デスク・アワード | 装置デザイン賞         | デイヴィッド・ロックウェル                | ノミネート |
| 2003 | ドラマ・デスク・アワード | 衣裳デザイン賞         | ウィリアム・アイヴィ・ロング              | 受賞       |
| 2003 | シアター・ワールド賞     | シアター・ワールド賞   | ジャッキー・ホフマン                      | 受賞       |
| 2003 | シアター・ワールド賞     | シアター・ワールド賞   | マリッサ・ジャレット・ウィノカー          | 受賞       |

### オリジナル・ロンドン・プロダクション
脚注: Playbill;  Playbill;  Olivier Awards The Telegraph
| 年   | 賞                       | 部門                   | ノミネート者                 | 結果       |
| ---- | ------------------------ | ---------------------- | ---------------------------- | ---------- |
| 2008 | ローレンス・オリヴィエ賞 | 新作ミュージカル作品賞 | 新作ミュージカル作品賞       | 受賞       |
| 2008 | ローレンス・オリヴィエ賞 | ミュージカル男優賞     | マイケル・ボール             | 受賞       |
| 2008 | ローレンス・オリヴィエ賞 | ミュージカル女優賞     | リアン・ジョーンズ           | 受賞       |
| 2008 | ローレンス・オリヴィエ賞 | ミュージカル助演賞     | トレイシー・ベネット         | 受賞       |
| 2008 | ローレンス・オリヴィエ賞 | ミュージカル助演賞     | エリノア・コレット           | ノミネート |
| 2008 | ローレンス・オリヴィエ賞 | 演出賞                 | ジャック・オブライアン       | ノミネート |
| 2008 | ローレンス・オリヴィエ賞 | 振付賞                 | ジェリー・ミッチェル         | ノミネート |
| 2008 | ローレンス・オリヴィエ賞 | 装置デザイン賞         | デイヴィッド・ロックウェル   | ノミネート |
| 2008 | ローレンス・オリヴィエ賞 | 衣裳デザイン賞         | ウィリアム・アイヴィ・ロング | ノミネート |
| 2008 | ローレンス・オリヴィエ賞 | 照明デザイン賞         | ケネス・ポスナー             | ノミネート |
| 2008 | ローレンス・オリヴィエ賞 | 音響デザイン賞         | スティーヴ・C・ケネディ      | ノミネート |